# میلان ویلوتیچ
میلان ویلوتیچ (سیریلیک صربی: Милан Вилотић؛ زادهٔ ۲۱ اکتبر ۱۹۸۶) بازیکن فوتبال اهل صربستان است.
از باشگاه‌هایی که در آن بازی کرده‌است می‌توان به باشگاه فوتبال گراس‌هاپر زوریخ، باشگاه فوتبال چوکاریچکی، باشگاه فوتبال ستاره سرخ بلگراد، و باشگاه ورزشی یانگ بویز اشاره کرد.
وی همچنین در تیم ملی فوتبال صربستان بازی کرده‌است.